# Tersa, Sînelnîkove
Tersa (în ucraineană Терса) este un sat în comuna Mîroliubivka din raionul Sînelnîkove, regiunea Dnipropetrovsk, Ucraina.

## Demografie
Componența lingvistică a localității Tersa
     Ucraineană (47,37%)
     Rusă (5,26%)
     Belarusă (5,26%)
Conform recensământului din 2001, nu exista o limbă vorbită de majoritatea populației, aceasta fiind compusă din vorbitori de ucraineană (47,37%), rusă (5,26%) și belarusă (5,26%).